# Red Soul
Singles de AAA
Natsumono
(2007) Mirage
(2008)
Red Soul est le 16esingle du groupe AAA sorti sous le label Avex Trax le 19 septembre 2007 au Japon. Il atteint la 15e place du classement de l'Oricon. Il se vend à 7 499 exemplaires la première semaine et reste classé 3 semaines, pour un total de 9 267 exemplaires vendus. Il sort le même jour que l'album Around.
Red Soul est présente sur la compilation Attack All Around, sur l'album remix AAA Remix ~non-stop all singles~, ainsi que sur l'album Around.

## Liste des titres
| 1. | Red Soul                                                                                                  | Mori Hiromi                               | Miki Watanabe                             | 3:51 |
| 2. | Kuchibiru Kara Romantica (Daimaou, Showa Erect Roman Mix) (唇からロマンチカ(大魔王、昭和エレクト浪漫MIX)) | Inoue Mao                                 | BULGE                                     | 4:50 |
| 3. | Kimono Jet Girl -Remix- (Remixed by Tanaka Tomonao) (キモノジェットガール)                                | 21st Century Stars (ROLLY Star KATO Star) | 21st Century Stars (ROLLY Star KATO Star) | 4:08 |
| 4. | Red Soul (instrumental)                                                                                   | Mori Hiromi                               | Miki Watanabe                             | 3:48 |

| 1. | Red Soul |  |